# وضع بورتوريكو السياسي
يتلخص الوضع السياسي لبورتوريكو في كونها إقليمًا غير مدمج في الولايات المتحدة. لهذا السبب، لا تُعتبر جزيرة بورتوريكو دولة ذات سيادة ولكنها في نفس الوقت ليست ولاية أمريكية. نظرًا لهذا التعقيد، تفتقر حكومة بورتوريكو إلى بعض الحقوق، ولكنها تتمتع ببعض المزايا التي لا تحوزها غيرها من الحكومات. على سبيل المثال، خلافًا للدول ذات السيادة، ليس لبورتوريكو حقوق تصويت في السلطة التشريعية الفيدرالية ولا في اختيار الحاكم الفيدرالي (الرئيس الأمريكي). على الرغم من ذلك، وعلى النقيض من الولايات الأمريكية، يخضع عدد قليل من سكان بورتوريكو لنظام الضرائب الفيدرالي. يتأتى الوضع الخاص للجزيرة من اختلاف بورتوريكو السياسي عن غيرها من الدول ذات السيادة، وعن الولايات الأمريكية.
ينبع الوضع الخاص للجزيرة من عدة إجراءات سياسية ضمن حكومتي الولايات المتحدة وبورتوريكو. في العام 1953، أزالت الأمم المتحدة بورتوريكو من قائمة الأقاليم غير المحكومة ذاتيًا، ولكنها ما تزال خاضعة لبند الأقاليم في الدستور الأمريكي. وفقًا لقضايا تحديد حالة الجُزر، فإن بورتوريكو هي «إقليم ملحق ينتمي للولايات المتحدة، ولكنه ليس جزءًا من الولايات المتحدة ضمن بنود الإيرادات في الدستور».
تمحورت الإجراءات الأمريكية والبورتوريكية السياسية المتعلقة بمسألة وضع بورتوريكو حول ثلاث مجموعات من المبادرات: الأوامر التنفيذية الرئاسية، ومشاريع القوانين في الكونغرس الأمريكي، والاستفتاءات العامة التي تُعقد في بورتوريكو. أصدر الرؤساء الأمريكيون ثلاثة أوامر تنفيذية تختص بالمسألة، وتدارس الكونغرس الأمريكي أربعة مشاريع قوانين تتعلق بوضع بورتوريكو السياسي. بالمقابل عقدت بورتوريكو أربعة استفتاءات عامة لتحديد الوضع السياسي المنشود في بورتوريكو وفق علاقتها بالولايات المتحدة الأمريكية. في الأعوام 1967 و1993، فاز شكل «الكومنولث». في استفتاء شعبي آخر عُقد في 6 نوفمبر 2012، صوّت 54% من المقترعين على رفض الوضع السياسي الحالي المحكوم ببند الأقاليم في الدستور الأمريكي. في سؤال ثانٍ، فضّل 61% من المستفتين خيار الولاية الأمريكية باعتباره البديل الأنسب، ولكن عند احتساب الأصوات الباطلة، انخفضت نسبة دعم الولاية إلى 45%. عُقد استفتاء آخر في 11 يونيو 2017، توجب على المقترعين الاختيار بين ثلاث نقاط: «الولاية»، «الارتباط الحر/الاستقلال»، أو «الإبقاء على وضع الإقليم الراهن». مع أن 97% من المصوّتين اختاروا «الولاية»، فقد بلغت نسبة المشاركة في الاستفتاء 23% فقط (الأقل في تاريخ الجزيرة) بسبب مقاطعة أنصار الاستقلال وأنصار الكومنولث للاستفتاء.
من ناحية دولية، فقد طالبت عدة منظمات حكومة الولايات المتحدة بالإسراع في عملية تسهيل حق تقرير المصير في بورتوريكو باعتبار بورتوريكو دولة كاريبية ذات هوية وطنية خاصة. يُذكر في هذا الصدد النداء الذي أطلقته اللجنة الخاصة بإنهاء الاستعمار إلى الولايات المتحدة «للسماح لشعب بورتوريكو باتخاذ قرارته الخاصة بصورة سيادية، والاستجابة لاحتياجاته الاقتصادية والاجتماعية الملحة، بما فيها البطالة، والتهميش، والإعسار والفقر».

## خلفية
سيطرت الولايات المتحدة على جزر بورتوريكو في العام 1898 إبّان الحرب الإسبانية-الأمريكية. في العام 1950، طبّق الكونغرس التشريع (P.L. 81-600) الذي يسمح لبورتوريكو بعقد مؤتمر دستوري، وفي العام 1952 اعتمد شعب بورتوريكو دستورًا يؤسس لحكومة ذات صيغة جمهورية في الجزيرة. بعد موافقة الكونغرس والرئيس الأمريكي في يوليو 1952 على ذلك الدستور اتخذ صفة التطبيق ضمن القانون الفيدرالي (P.L. 82-447)، ودخل الدستور الجديد حيز التنفيذ في 25 يوليو 1952.
تخضع بورتوريكو لهيمنة الولايات المتحدة منذ أكثر من قرن من الزمان، ومنذ العام 1917 اعتُبر البورتوريكيّون مواطنين أمريكيين. منذ صدور دستور الكومنولث الحالي في العام 1952، جرت عدة محاولات محلية لتغيير وضع الجزيرة السياسي في الأعوام 1967، و1993، و1998. عُقد استفتاء عام إضافي في العام 1991 سعيًا لإدخال تعديلات على العلاقة بين الجزيرة وأمريكا عبر تعديل الدستور البورتوريكي. في كل استفتاء، مالت النتائج لكفة الإبقاء على الوضع السياسي الحالي وليس في صالح البدائل المحتملة مثل الاستقلال أو اتخاذ شكل الولاية الأمريكية.
نظرًا لوضع بورتوريكو كإقليم أمريكي، فلا يحظى مواطنو بورتوريكو بأي تمثيل انتخابي في الحكومة الفيدرالية الأمريكية. بدلًا من التمثيل المباشر عبر مجلس الشيوخ الأمريكي ومجلس النواب الأمريكي، يمثل بورتوريكو في مجلس النواب الأمريكي مفوض مقيم لا يتمتع بحق التصويت. إضافة إلى ما تقدم، لا تُمثّل بورتوريكو في المجمع الانتخابي، ولا يحق للمواطنين الأمريكيين الذين يسكنون فيها بالاقتراع في الانتخابات الرئاسية الأمريكية. يمكن لمواطني بورتوريكو التصويت في الانتخابات الرئيسية للحزبين الجمهوري والديمقراطي.
رغم أن بورتوريكو تحظى حاليًا بشيء من الاستقلال المحلي، ولكن وفقًا لمفردات الدستور الأمريكي يبقى الحكم النهائي للجزيرة في يد الكونغرس والرئيس الأمريكي في نهاية المطاف. وهكذا فإن نتائج الاستفتاءات، بغض النظر إن وافق عليها الكونغرس أم لم يوافق، تعتبر صورة عاكسة للمشاعر الجماهيرية وقد تحمل بعض التأثير، إلا إن الكونغرس بإمكانه تجاهلها تمامًا. يُفضي جميع ما تقدم إلى أن نتائج الاستفتاءات العامة في بورتوريكو هي مجرد تعبير عن الرأي العام، مع أن قوانين الكونغرس قد جاءت في مصلحة دعم رغبات شعب بورتوريكو.

### الاصطلاح
«لا يقدم المصطلح الإنجليزي «كومنولث» أي وصف أو معنى محدد للوضع السياسي أو العلاقة... وعندما يُستخدم فيما يتعلق بالمناطق الخاضعة للسيطرة الأمريكية والتي لا تتمتع بوضعية الولايات، فهو يصف بشكل عام منطقة تتمتع بحكم ذاتي وفقًا لدستور تبنّته، ولن يسحب الكونغرس حق حكمها الذاتي بشكل أحادي». يستخدم هذا المصطلح في أماكن مختلفة، ولكن بمعانٍ مغايرة لما هو عليه بالنسبة لوضع بورتوريكو:
- كومنولث: هو الاسم الذي أطلقته 4 ولايات أمريكية على نفسها، وهي ولايات كنتاكي، ماساتشوسيتس، وبنيسلفانيا، وفرجينيا.
- تستخدم عدة دول مستقلة مصطلح «كومنولث» لوصف شكل حكوماتها، مثل كومنولث أستراليا، أو كومنولث جزر الباهاماس؛ وتاريخيًا استخدم الكومنولث الإنجليزي، وكومنولث آيسلندا، والكومنولث البولندي-الليثواني الشكلَ الإنجليزي للكومنولث. في هذه الحالات يُشار إلى تعريف الكومنولث الأصلي، كترجمة للمصطلح اللاتيني ريس بوبليكا.
- الكومنولث هو جزء من تسمية دول الكومنولث، وهي مجموعة دول مستقلة ارتبطت ببعضها طوعًا بعلاقات مشتركة ذات طبيعة متنوعة، ويمكن تعديل طبيعة العلاقة أو إيقافها من طرف واحد.
- تُستخدم كلمة «كومنولث» في رابطة الدول المستقلة، وهي الدول التي كانت تشكل جزءًا من الاتحاد السوفييتي السابق، والتي أصبحت الآن دولًا مستقلة، تربطها بشكل طوعي علاقات من مختلف الأنواع.

في الولايات المتحدة، لا يحمل مصطلح «كومنولث» تعريفًا قانونيًا واضحًا أو مستقرًا، وقد أُطلق في الماضي والحاضرعلى ممتلكات الولايات المتحدة الأمريكية السابقة والحالية:
- كان مصطلح الكومنولث هو المصطلح المستخدم مع الفلبين قبل نيلها الاستقلال من الولايات المتحدة لتصبح دولة مستقلة في العام 1947. قبل ذلك العام، أعلنت المحكمة العليا للولايات المتحدة أن الفلبين إقليم غير مدمج تابع للولايات المتحدة.[20]
- تطلق الولايات المتحدة مصطلح «كومنولث» على أراضي جزر ماريانا الشمالية التابعة لها، وهي دولة ما تزال «مستعمرة بلا شك في ضوء معايير إنهاء الاستعمار التي تبنتها الأمم المتحدة، وتُعامل باعتبارها إقليمًا خاضعًا لحكومة الولايات المتحدة ».[21]
- تعريف مصطلح الكومنولث وفقًا للسياسة الحالية لوزارة الخارجية الأمريكية (كما ينص عليه دليل الشؤون الخارجية الذي نشرته الوزارة) هو ما يلي: «لا يقدم مصطلح «كومنولث» أي وصف أو معنى محدد للوضع السياسي أو العلاقة... وعندما يُستخدم فيما يتعلق بالمناطق الخاضعة للسيطرة الأمريكية والتي لا تتمتع بوضعية الولايات، فهو يصف بشكل عام منطقة تتمتع بحكم ذاتي وفقًا لدستور تبنّته، ولن يسحب الكونغرس حق حكمها الذاتي بشكل أحادي».[19]